# Paradoxe de l'information
 (septembre 2021).

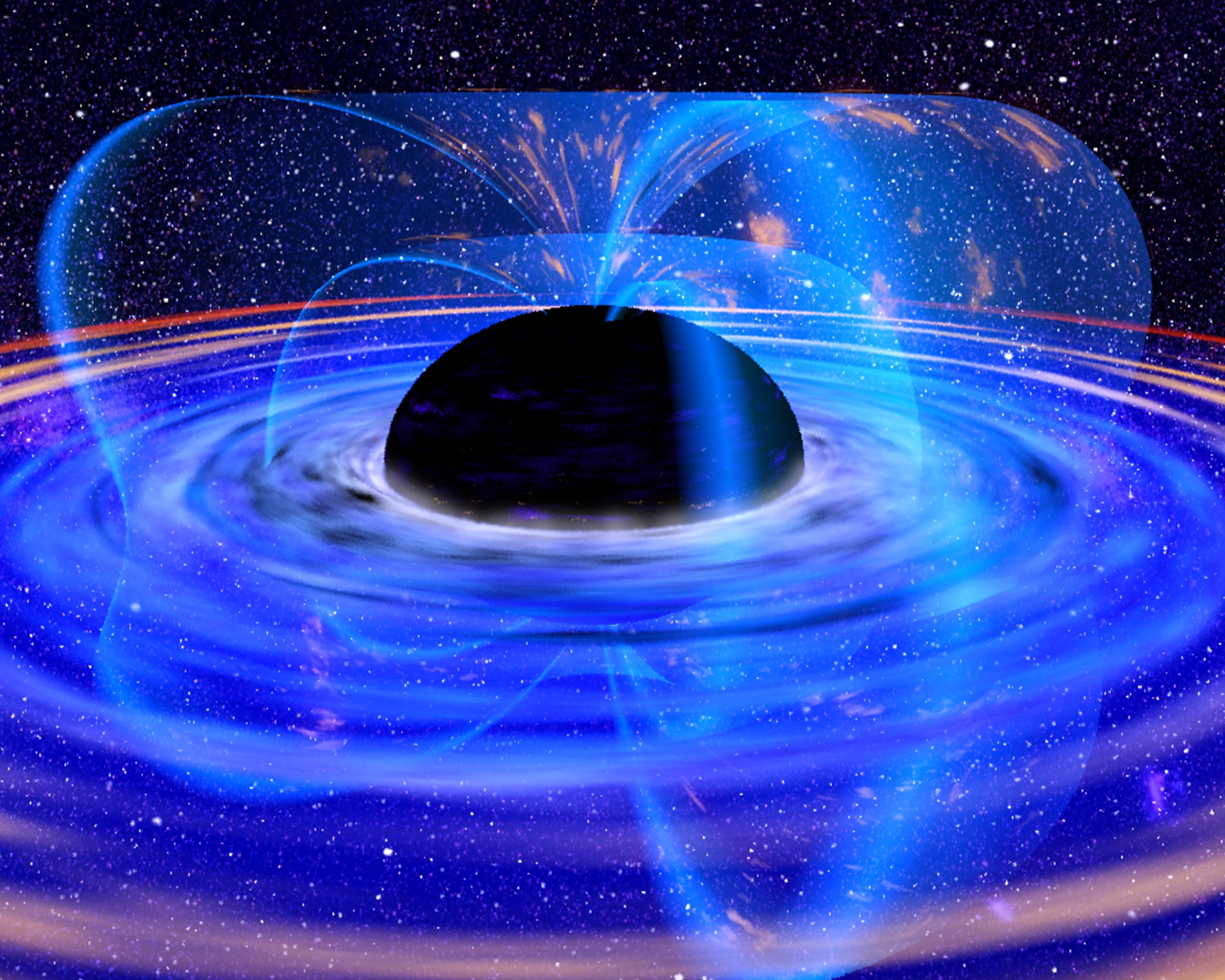
Les propriétés étranges d'un trou noir sont à l'origine d'un paradoxe physique important : le paradoxe de l'information

En astrophysique, le paradoxe de l'information est un paradoxe mis en évidence par Stephen Hawking en 1976 opposant les lois de la mécanique quantique à celles de la relativité générale. En effet, la relativité générale implique qu'une information pourrait fondamentalement disparaître dans un trou noir, à la suite de l'évaporation de celui-ci. Cette perte d'information implique une non-réversibilité (un même état peut être issu de plusieurs états différents), et une évolution non unitaire des états quantiques, en contradiction fondamentale avec les postulats de la mécanique quantique.
Ces postulats impliquent que tout état physique est représenté par une fonction d'onde, dont l'évolution dans le temps est gouvernée par l'équation de Schrödinger. Cette équation est déterministe et réversible dans le temps, et permet donc de toujours déterminer de manière univoque les états précédant un état donné. Ceci implique que l'information doit toujours être préservée, quelles que soient la complexité ou la violence des événements physiques transformant un système, même si l'information se trouve diluée et mélangée de manière indétectable.
Or, la relativité générale stipule que l'horizon d'un trou noir est un point de non-retour absolu, et que toute matière, énergie et donc information absorbée par un trou noir ne pourra jamais en sortir. Cela ne posait pas de problème fondamental jusqu'à ce que Stephen Hawking mette en évidence, en 1975, que les trous noirs s'évaporent et peuvent disparaître complètement, emportant ainsi irrémédiablement l'information dans leur disparition.
Ce problème est considéré comme fondamental et pouvant remettre en question les théories physiques actuelles, de la même manière que la catastrophe ultraviolette a en son temps remis en question la physique classique. Ce problème étant au carrefour de la relativité générale et de la mécanique quantique, il ne peut être correctement résolu que dans le cadre d'une théorie de la gravité quantique comme la théorie des cordes. Celle-ci offre, par le modèle de principe holographique, concrétisé par la correspondance AdS/CFT de Juan Maldacena, une solution à ce paradoxe qui montre que les lois de la mécanique quantique restent valables, et que l'information ne disparait donc pas à la suite de l'évaporation d'un trou noir. Cette solution emporte l'adhésion de beaucoup de physiciens, mais le sujet reste controversé dans la mesure où aucune théorie de gravité quantique ne fait l'unanimité et n'est considérée comme pleinement satisfaisante de nos jours, et que le principe holographique reste spéculatif.

## Le paradoxe
Selon Hawking, la perte d'information est justifiée par les propriétés des trous noirs. Une première propriété est le théorème de calvitie qui stipule qu'un trou noir est entièrement caractérisé par trois paramètres :
- la masse (M) ;
- la charge électrique ;
- le moment angulaire,

et que le trou noir ne possède absolument aucun détail, aucun « poil », aucune structure fine supplémentaire visible de l'extérieur. Ce théorème a des conséquences importantes pour le paradoxe de l'information.
Premièrement, lors de la formation d'un trou noir, il y a transformation d'une étoile, présentant un nombre incalculable de détails et de caractéristiques, en un objet caractérisé uniquement par trois nombres. La transformation émet un certain nombre de photons et d'ondes gravitationnelles, mais l'information véhiculée par ces émissions est — de très loin — insuffisante pour savoir quelles étaient les caractéristiques originelles de l'étoile. Une énorme quantité d'information sur les caractéristiques originelles de l'étoile doit donc rester à l'intérieur de, ou sur, l'horizon des événements du trou noir.
De même, quand de la matière est absorbée par le trou noir, celui-ci « perd ses poils » en émettant des ondes gravitationnelles, mais la quantité d'information émise par celles-ci est très insuffisante pour retrouver les caractéristiques initiales de la matière absorbée.
Avant la découverte, en 1975, de l'évaporation des trous noirs par Stephen Hawking, cela ne posait aucun problème : les trous noirs étaient des objets éternels qui ne pouvaient que croître, étant donné que rien ne peut sortir des trous noirs. L'information était donc a priori préservée ad vitam aeternam, en accord avec les lois fondamentales de la physique.
Mais il s'avère que les trous noirs doivent s'évaporer, dès que leur température devient supérieure à la température ambiante du fond diffus cosmologique, pour - a priori - disparaître complètement. Or, ce même théorème de calvitie implique que le rayonnement de Hawking dégagé par le trou noir lors de son évaporation doit être thermique. C'est-à-dire que les particules qui composent ce rayonnement véhiculent une énergie thermique complètement aléatoire et désordonnée, et qui ne peut donc porter aucune information. En effet, l'état de ce rayonnement est uniquement déterminé par la géométrie du trou noir au-delà de son horizon, et cette géométrie étant parfaitement lisse, elle ne peut a priori coder d'information dans le rayonnement.
La conclusion semble donc être que l'importante quantité d'information contenue dans le trou noir n'est jamais restituée et disparait donc complètement. Mais ce serait en contradiction avec des lois fondamentales de la physique. Les physiciens se trouvent donc dans l'obligation soit de trouver une solution de ce paradoxe qui préserve les lois connues de la physique, ce qui s'avère difficile et controversé, soit de remettre en cause une ou plusieurs lois fermement établies de la physique.

## Les enjeux
Ce paradoxe met en jeu trois lois fondamentales de la physique. Le paradoxe rend très difficile le maintien de ces trois principes simultanément.

### Le principe d'équivalence
Le principe d'équivalence est un des principes de base de la relativité générale, et donc des lois de la gravitation. Ce principe rend compte de la relativité de l'accélération : comme il n'existe aucun repère préférentiel dans lequel une accélération pourrait être définie de manière absolue, l'accélération donnée par la gravité n'a pas non plus d'existence absolue, et la gravitation ne peut donc pas être considérée comme une véritable force. Relativement au repère accéléré d'un ascenseur en chute libre, les forces de gravitation s'annulent totalement et aucune expérience de physique, même la plus précise ou la plus subtile, ne permet de savoir si l’ascenseur est en chute libre dans un champ de gravitation ou complètement immobile. L'accélération, mettant en jeu la masse inerte est donc considérée comme équivalente à la gravitation, mettant en jeu la masse pesante.
Donc, selon le principe d'équivalence, une information en chute libre ne doit rien « ressentir » en franchissant l'horizon du trou noir, qui est d'ailleurs une frontière purement immatérielle et mathématique. L'espace-temps est continu et régulier au niveau de l'horizon, et l'information doit continuer à suivre sa trajectoire jusqu'à la singularité, il est vrai sans pouvoir franchir cet horizon dans l'autre sens d'après la relativité générale. En particulier, l'information ne peut donc être réfléchie, ou stockée, à cet endroit, ce qui est d'une grande importance pour comprendre le paradoxe.
Le principe suivant rend également impossible la copie de l'information à l'horizon du trou noir, ou ailleurs.

### Impossibilité du clonage quantique
Dans le paradoxe de l'information, l'information est considérée comme la plus élémentaire et microscopique possible et est donc soumise aux lois de la mécanique quantique. Ces lois impliquent le principe d'incertitude selon lequel on ne peut déterminer avec une précision aussi grande que l'on veut deux propriétés physiques complémentaires d'un système quantique, comme la vitesse et la position. Mesurer la valeur d'une propriété avec précision implique une incertitude, ou plutôt une indétermination fondamentale sur la valeur de la seconde, d'autant plus grande que la première aura été mesurée avec précision.
Ce principe implique l'impossibilité de dupliquer un état quantique. En effet, si cela était possible, on pourrait alors mesurer avec une précision aussi grande que l'on veut la position sur un état, et mesurer également avec une grande précision la vitesse sur l'autre, ce qui reviendrait à mesurer avec précision les deux propriétés du système initial, ce qui serait incompatible avec le principe d'incertitude. L'impossibilité du clonage quantique justifie les protocoles de cryptographie quantique, qui sont considérés pour cette raison comme étant absolument inviolables.
La copie de l'information, avant que celle-ci ne franchisse l'horizon, est donc impossible selon les lois de la mécanique quantique. Ajouté au principe précédent, la conclusion inévitable est que l'information ne peut ressortir de l'horizon du trou noir, et y reste donc emprisonnée d'une manière ou d'une autre, ou bien est détruite.

### Le principe de conservation de l'information
En physique classique, les lois de la nature sont déterministes et réversibles dans le temps. Même si une encyclopédie est brûlée, ou si un œuf tombe sur le sol et se brise, il est - en principe - parfaitement possible, à partir de l'état final, de dérouler les lois de la physique à l'envers pour reconstituer l'encyclopédie intacte, ou l’œuf non brisé. Cela implique une totale conservation de l'information, qui est traduite notamment par le théorème de Liouville. Même si l'information devient illisible et éparpillée, elle est néanmoins toujours présente et jamais détruite.
En physique quantique, la situation ne change pas fondamentalement. L'équation de Schrödinger qui gouverne l'évolution d'un état quantique est également déterministe et réversible. Cela se traduit par l'unitarité de l'état quantique, représenté par un vecteur unitaire qui doit toujours conserver la même norme, quelle que soit l'évolution du vecteur et de l'état. La question se complique toutefois quelque peu si on fait intervenir le problème de la mesure quantique : normalement, le système composé du chat de Schrödinger et de la fiole de poison évolue unitairement, et donc de manière déterministe et réversible, vers l'état superposé chat mort/chat vivant. La mesure - l'examen de la boite contenant le chat, qui le montre dans un seul état - semble rompre le déterminisme et l'unitarité.
Toutefois, la théorie de la décohérence donne une interprétation du problème de la mesure compatible avec l'unitarité. Dans cette théorie, les états superposés deviennent rapidement indétectables, mais existent toujours néanmoins et l'information n'est pas perdue. Dans une autre interprétation du problème de la mesure, la théorie d'Everett, il n'y a pas la moindre place pour l'indéterminisme et la perte d'information, et l'unitarité est parfaitement respectée. L'unitarité, et donc la conservation de l’information, est vraiment considérée par les physiciens comme étant un principe fondamental et solide, dont la remise en cause remettrait complètement en question la mécanique quantique.

## Solutions envisagées
- L'information est perdue de manière irrémédiable[2],[3].
Avantage : Semble être une conséquence directe de calculs issus de la gravité semi-classique, calculs relativement peu sujets à controverse.
Inconvénient : Contredit le principe d'unitarité.

- L'information s'échappe au fur et à mesure de l'évaporation du trou noir[2],[3].
Avantage : Solution en accord avec la notion de réversibilité requise par la mécanique quantique. Séduisante d'un point de vue intuitif, du fait du parallèle que l'on peut faire avec la récupération d'information dans un processus de combustion.
Inconvénient : Demande de grands changements de la gravité classique et semi-classique (car elles n'acceptent pas de perte d'information).

- L'information s'échappe lors de la dernière phase de l'évaporation du trou noir[2],[3].
Avantage : Les changements demandés par rapport à la gravité classique et semi-classique ne sont nécessaires que pour les situations où la gravité quantique est prédominante.
Inconvénient : Juste avant que l'information s'échappe, un petit trou noir devrait potentiellement pouvoir contenir n'importe quelle quantité d'information, ce qui enfreint la limite d'information postulée par Bekenstein pouvant être contenue au sein d'un espace fini (limite impliquant par ailleurs la limite de Bremermann pour l'informatique).

- L'information est contenue dans un résidu de la taille de Planck[2],[3].
Avantage : Pas de mécanisme nécessaire pour que l'information s'échappe.
Inconvénient : Pour contenir l'information qui s'évapore d'un trou noir, les résidus devraient pouvoir avoir un nombre d'états internes infini.

- L'information est contenue dans un résidu plus grand[4],[5].
Avantage : La taille du résidu est proportionnelle au trou noir initial, donc il n'y a pas besoin d'un nombre infini d'états internes.
Inconvénient : L'évaporation du trou noir doit s’arrêter avant que le trou noir n'atteigne l'échelle de Planck, ce qui signifie enfreindre la gravité semi-classique à échelle microscopique.

- L'information est contenue dans un univers nouveau-né qui se détache de notre propre univers[3],[6].
Avantage : Ce scénario est prévu par la théorie d'Einstein-Cartan, théorie qui étend la théorie de la relativité générale en utilisant les notions de moment angulaire et de spin. Aucun principe général de la physique n'est alors enfreint.
Inconvénient : La théorie d'Einstein-Cartan est difficile à vérifier car c'est seulement à des densités extrêmes que ses prédictions diffèrent de celles faites par la théorie de la relativité générale.

- L'information est encodée dans des liens entre futur et passé[7],[8].
Avantage : La gravité semi-classique suffit, i.e., la solution ne dépend pas de détails de la gravité quantique.
Inconvénient : Vue contre-intuitive de la façon dont évolue le temps.

## Chronologie et histoire du paradoxe
- 1975 : Stephen Hawking publie l'article Particle creation by black holes dans Communications In Mathematical Physics, Volume 43, Issue 3, p. 199-220, qui met en évidence l'évaporation des trous noirs.
- 1976 : Hawking publie l'article Breakdown of Predictability in Gravitational Collapse dans Phys.Rev.D14:2460-2473, 1976, qui établit pour la première fois ce paradoxe[P 1]. Cet article a peu de répercussions immédiates.
- 1983 : Hawking présente le paradoxe dans une conférence Erhard Seminars Training à San Francisco[S 3]. Sont présents notamment Leonard Susskind et Gerard 't Hooft qui prennent conscience de l'importance du paradoxe.
- 1996 : Cumrun Vafa et Andy Strominger publient Microscopic Origin of the Bekenstein-Hawking Entropy dans Phys.Lett.B379:99-104,1996[9], qui retrouve la formule de l'entropie d'Hawking-Berkenstein dans le cas de trous noir extrémaux, à l'aide de la théorie des cordes. Cette découverte permet d'affirmer que cette théorie possède une certaine efficacité pour traiter les problèmes quantiques liés au trous noirs.
- 1996 : Quelques semaines après, Curtis Callan et Juan Maldacena publient un article modélisant l'évaporation d'un trou noir en utilisant la théorie des cordes, et retrouvent les formules de temps d'évaporation de Hawking. Le fait qu'ils n'aient utilisé que les méthodes conventionnelles de la mécanique quantique pour cette modélisation leur permet d'affirmer que les lois de la mécanique quantique sont a priori parfaitement respectées par l'évaporation d'un trou noir, et que - selon eux - l'information est donc conservée et restituée par l'évaporation[S 4].